# Julio José Gustavo Sardagna
Julio José Gustavo Sardagna (1932 — 2009) fue un neurólogo y neurocirujano argentino.
Julio Sardagna nació en Ensenada, Argentina. Recibió un doctorado de Medicina y Ph.D. por la Escuela de Medicina de la Universidad Nacional de La Plata  en 1958 y 1960, respectivamente. Sardagna fue un pionero en el campo de la neurocirugía en la región y un miembro cofundador del Colegio de Neurocirujanos de la provincia de Buenos Aires (1959).